# Вторая итальянская война

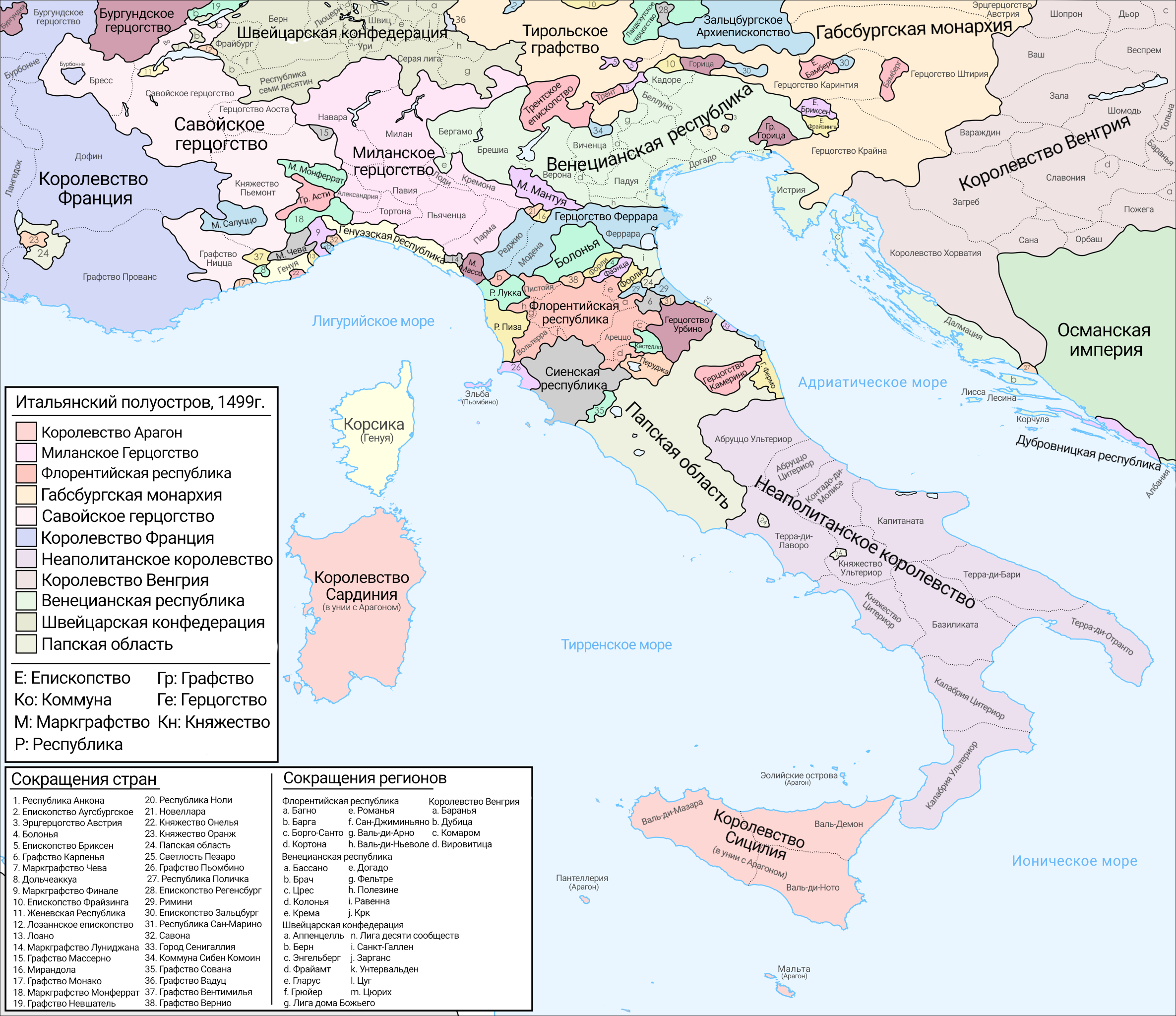
Политическая карта Италии 1499 г.

Вторая итальянская война (ит. Guerra d'Italia del 1499-1504) также иногда называемая Итальянская война Людовика XII или Война из-за Неаполя. Являлась второй из Итальянских войн. В основном воевали французский король Людовик XII и испанский король Фердинанд II, которым помогали некоторые итальянские государства.

## Миланская прелюдия
Людовик XII, как и его предшественник (умерший в 1498 году Карл VIII), имел династические претензии на короны Неаполя и Милана (претензии на последнее герцогство он предъявил как внук Валентины Висконти, род которой правил в Милане до 1447). Предварительно французский король договорился о военной помощи с Венецией и о нейтралитете c Флоренцией, императором и папой (последний видел во Франции опору в борьбе с итальянскими государствами). В 1499 Людовик XII вторгся в Миланское герцогство и занял его практически без сопротивления. Герцог Лодовико Моро бежал в Тироль, где с помощью императора Максимилиана I набрал небольшую наёмную армию из швейцарцев и в 1500 году отбил свою столицу, обороняемую примкнувшим к французам Джан Джакомо Тривульцио. Однако вскоре французы одержали верх над швейцарцами и пленили Лодовико Моро. Ломбардия перешла под власть Франции, а Людовик XII провозгласил себя герцогом Миланским. 13 октября 1501 года был подписан Трентский договор между Людовиком XII и Максимилианом I, согласно которому Священная Римская империя признала все французские завоевания в северной Италии.

## Неаполитанская кампания
Под впечатлением своей быстрой победы Людовик предложил Фердинанду союз против Неаполитанского королевства с целью раздела этого королевства. Фердинанд с готовностью согласился, и 11 ноября 1500 года в Гранаде был заключён секретный договор, согласно которому Фердинанд должен был поддержать французские претензии на неаполитанскую корону, получив за это впоследствии часть неаполитанских земель.
В начале июля 1501 года французская армия, под командованием Д’Обиньи (10 тыс. пехоты и 5 тыс. кавалерии), вступила в неаполитанские владения и двинулась на Капую, а испанский экспедиционный корпус Гонзальво (8 тыс. пехоты и ок. 1½ т. кавалерии) высадился в Калабрии. Первое сопротивление французы встретили в Капуе; крепость была взята штурмом. Неаполитанский король Федериго бежал на остров Искию, где сдался прибывшему из Генуи французскому флоту. Д’Обиньи вступил в Неаполь.

## Война между победителями
К 1502 году Южная Италия оказалась разделённой между Францией и Испанией. В то же время Чезаре Борджиа захватил Романью и Урбино, создав централизованное папское государство в Средней Италии. 
Однако два короля поссорились из-за добычи: требование Фердинанда признать его королём и Сицилии, и Неаполя, привело к войне между Францией и Испанией. Наместник Людовика XII в Неаполе, герцог Немурский, и наместник Фердинанда, Гонзальво Кордуанский, хотели сперва мирно покончить спор и несколько раз съезжались в апреле 1502 года, но когда герцог Немурский получил подкрепления, переговоры были прерваны, а в июне уже началась война между бывшими союзниками. 
Французский король отправил в Неаполь вновь навербованных швейцарцев и затем лично прибыл в Милан, откуда посылал подкрепления герцогу Немурскому и д’Обиньи. По недостатку денег и отдаленности Испании, испанский король не мог своевременно послать подкрепления Гонзальво, с трудом удерживавшему берега Калабрии. Однако, французы не воспользовались превосходством в силах для изгнания испанцев из Италии, занимаясь преимущественно осадами городов. Тем временем, Фердинанд, через посредство своего зятя эрцгерцога Филиппа, заключил с Людовиком XII мирный договор, в надежде на который французский король приказал флоту, везшему подкрепления и съестные припасы, не трогаться из Генуи, тогда как Фердинанд делал приготовления к продолжению войны. Он отправил в Барлетту подкрепления и дал возможность Гонзальво перейти в наступление.
13 февраля 1503 года под Барлеттой произошло состязание 13 французских воинов и 13 итальянских воинов, служивших в испанских войсках. Победу одержали итальянцы.
Тогда герцог Немурский сосредоточил к Барлетте все французские отряды, кроме д’Обиньи, который должен был защищать Калабрию. Высадившись в Калабрии, испанцы, под командованием Фернандо де Андрады (15 тыс.), нанесли у Семиноры 25 апреля 1503 года поражение войскам д’Обиньи, который вскоре должен был сдаться.
Гонзальво оставил Барлетту и двинулся для атаки герцога Немурского. Последний поспешно стянул свою армию и, желая разбить Гонзальво до соединения с де Андрадой, подошел к Чериньоле (близ Барлетты), где произошла ожесточённая битва 28 апреля 1503 года, в которой французы потерпели поражение, причём герцог Немурский, раненый, утонул, а остатки французской армии отошли к Гаэте. 14 мая Гонзальво торжественно вступил в Неаполь, откуда французы отступили в форты-замки Кастель-Нуово и Кастель-дель-Ово. Осада их замечательна тем, что во время её впервые были удачно применены пороховые мины, которыми Педро Наварро взорвал стены замков, взятых затем штурмом. Овладев Неаполем, Гонзальво двинулся к Гаэте, где укрылись разбитые при Чериньоле остатки армии герцога Немурского, и принудил ее к сдаче, а затем расположил войска на правом берегу реки Гарильяно. 
Получив известие о крупных неудачах своих войск в Италии, Людовик XII, при содействии швейцарцев и гасконцев, сформировал 3 армии. Главная, Ла-Тремуйя (23 тыс.), должна была при помощи флота через Тоскану направиться к Неаполю, 2-я, де-Риё (10 тыс.) — к Руссильону, а 3-я, д’Альбре, должна была вторгнуться в пределы самой Испании. 
Де-Риё продвинулся до Руссильона и в сентябре 1503 года предпринял осаду Сельсаса, но вскоре, в виду подходивших к испанцам подкреплений, снял осаду и отошел к Нарбону, где было заключено перемирие. 
В Италии, которую Фердинанд не включил в это перемирие, французы действовали еще неудачнее и 28 декабря 1503 года понесли поражение на реке Гарильяно. Гонзальво возобновил осаду Гаэты, которая сдалась 2 января 1504 года.

## Итоги войны
22 сентября 1504 года Людовик и Фердинанд подписали мирный договор в Блуа, согласно которому Франция признала Неаполитанское королевство владением Испании, но сохранила за собой Ломбардию и Геную. В результате Южная Италия перешла под власть испанского короля, в Северной сохранилась гегемония Франции, а в Средней Италии была восстановлена власть Папы Римского.
Также государством, извлекшим выгоду из этой войны, была Венеция, получившая после падения Милана значительные территории Ломбардии, Неаполя, ряд апулийских портов.